# Calindoea acutipennis
Calindoea acutipennis är en fjärilsart som beskrevs av Arnold Pagenstecher 1886. Calindoea acutipennis ingår i släktet Calindoea och familjen Thyrididae. Inga underarter finns listade i Catalogue of Life.